# Дабсан-Нур
Дабса́н-Нур или Давса́н-Нур (кит. упр. 达布逊湖; Чаэрхань-Яньчи) — солёное озеро в южной части впадины Цайдам на северо-западе Китая. Название переводится с монгольского как «солёное озеро»: дабсан — «солёный», нур — «озеро».

## География
Озеро располагается на территории городского уезда Голмуд в центральной части Хайси-Монголо-Тибетского автономного округа провинции Цинхай, на высоте 2677 м над уровнем моря. С юга к озеру подходит река Голмуд-Гол (Голмуд), разбиваясь на многочисленные протоки.